# D'の純情
「D'の純情」（ディーのじゅんじょう）は、2011年7月6日に発売された、ももいろクローバーZの5枚目のシングル。

## 解説
作詞：只野菜摘 / 作曲・編曲：横山克
歌詞・動画 - 歌ネット
タイトルのD’はDarkとDashを表している（’マークは省略を意味する）。ストリングス演奏も取り入れられ「闇」や「奈落」といったダークなイメージを強調しつつ、そこから踏み出していくという前向きさがテーマとなっており、単に肯定的なイメージとは差別化されている。制作指揮に当たった宮本純乃介いわく、同日発売の「Z伝説 〜終わりなき革命〜」とは対照的に「静かに熱くてカッコいい、バットマン的ダークヒーローっぽさ」を意識したとのことである。
「Z伝説 〜終わりなき革命〜」と同じく、カップリングやカラオケのトラックがないワンコイン・シングル（500円）で、初回限定など別の版も発売されていない。2011年7月10日付オリコンデイリーチャートでは、両曲が1位・2位を獲得した。フジテレビ系『奇跡体験!アンビリバボー』7月エンディングテーマ。　